# 広島空港
広島空港（ひろしまくうこう、英: Hiroshima Airport）は、広島県三原市本郷町にある空港。空港法では国管理空港に区分されている。運営は2021年4月からコンセッション方式で民間に委託された。

## 概要
1993年（平成5年）10月に開港。広島市中心部から東方50 km、三原市本郷町善入寺字平岩64-31に位置している（北緯34度26分23.5秒 東経132度55分8.4秒 / 北緯34.439861度 東経132.919000度）。年間利用客数は、2014年度で国内2,437,574人、国際283,630人。中国地方最大であり、2番目に多い岡山空港の約2倍である（→中国地方#空港）。2006年にはターミナルの旅客処理能力を500万人程度まで高める事業の一環として、搭乗橋が新たに追加増設された。
山を削り、谷を盛土して造成した空港で、標高が330 mと高いため山間部にありがちなこととして気象条件が急激に変化しやすく、霧などが急に発生して流れ込んでくる傾向がある。また風も急に変化しやすい。運航は霧などの気象条件の制約を受けやすいので、以前は年間75便もが欠航していた。
滑走路は10/28方向に3,000 mで、滑走路西側からの進入になる「滑走路10」に計器着陸装置（ILS）が設置されている。欠航便や目的地変更便を解消するため、2008年6月5日よりILSをカテゴリーIIIaの運用を開始し、年間2便まで欠航便が減少した。また、1年後の2009年6月4日にはもっとも精度が高いカテゴリーIIIbの運用を開始した。ただしILSが設置されていない東側から進入する場合はILSは使えず、最終的にパイロットが滑走路を目視して手動で着地させる飛行方式で着陸することになる。つまり、東側からの進入では霧などで視界不良になると着陸できなくなる可能性が高くなる。
空港内の施設として海上保安庁第六管区海上保安本部広島航空基地、広島県防災航空センター が所在している。また空港設備を一周する形でサイクリングコースが整えられており、自転車のレンタルや競技会が開催されている。空港北側には広島県立中央森林公園があり、離着陸する飛行機を高台から見下ろすことが出来る。

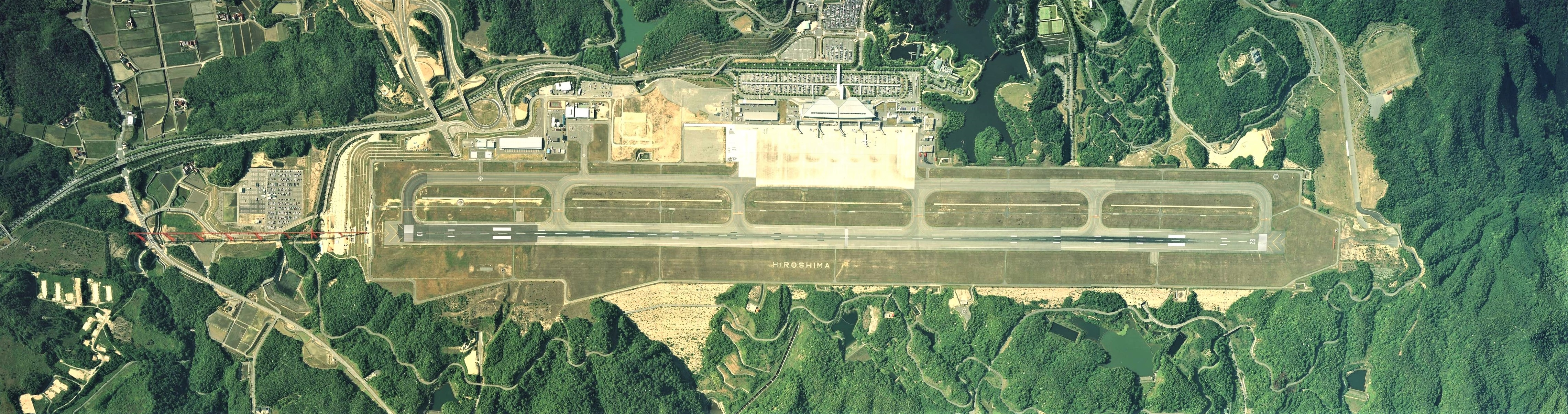
広島空港の空中写真。
。2005年撮影の4枚を合成作成。

## 統計

### 利用者数
元のウィキデータクエリを参照してください.
広島市に本社を置く南日本航空（東亜航空）は、1956年（昭和31年）から定期便（鹿児島 - 種子島線）の運航を始め、さらに吉島飛行場を拠点として路線を拡充した。
高度経済成長期の1961年（昭和36年）に（旧）広島空港が開港すると同社は吉島から拠点を移し、同空港と中国四国地方や九州とを結ぶ近距離便および東京便の運航を開始した。また、全日本空輸も近距離便などを開設した。このため、近距離便の比重が大きい年間旅客数が20万人を超える空港として発展したが、1966年（昭和41年）に石崎汽船が広島港 - 松山港間に水中翼船を就航させ、1968年（昭和43年）に国鉄がダイヤ改正（ヨンサントオ）をすると、近距離便は伸び悩むこととなった。
しかし、1960年代末からは大阪便や東京便の旅客数増大があり、年間旅客数は50万人を超えるようになった。1975年（昭和50年）に山陽新幹線が岡山駅 - 博多駅間で延伸開業すると、大阪便および福岡便が廃止となり、年間旅客数は開業前の約3分の1まで減少した。これ以降、当空港の旅客数は東京便がそのほとんどを占めるようになり、徐々に旅客数を増やした。
1984年（昭和59年）の全日本空輸のボーイング767機乗り入れからジェット化が本格的に始まると、年間旅客数は50万人を再び突破した。1990年（平成2年）日本航空の乗り入れが開始されトリプルトラックとなったこともあり、バブル景気期にかけて急増。1992年度（平成4年度）には約200万人に達した。
1993年度（平成5年度）の年間旅客数は、（旧）広島空港が206万人、10月に開港した（新）広島空港が86万人 と一気に100万人近い増加を見せた。新空港は、推計人口が県内1位の広島市（北緯34度23分6.7秒 東経132度27分19秒、安芸地方、県庁所在地、政令指定都市）と同2位の福山市（北緯34度29分9.2秒 東経133度21分44.3秒、備後地方、中核市）のほぼ中間に位置している。ただし、福山市からは岡山空港（北緯34度45分36.3秒 東経133度51分11.1秒 / 北緯34.760083度 東経133.853083度）も利用圏内にある といったことや、バブル崩壊も加わって、新空港の年間旅客数は減少し、1995年度（平成7年度）には265万人となった。その後は増加に転じ、2002年度（平成14年度）に344万人でピークに達した。
この間に、山陽新幹線「のぞみ」の増発や500系・700系・N700系が導入され、広島駅 - 東京駅間では、航空機と新幹線は時間距離ではほぼ同等 となっている。また、2003年10月の品川駅（東京）の開業もあって、利用シェアの航空機対新幹線は62%対38%（2002年度）を航空機ピークとして、55%対45%（2005年）、51%対49%（2007年）、と近年急速に新幹線に回帰され、2008年には新幹線が50%シェアにまで回復した。この後、2009年8月29日にエクスプレス予約のEX-ICサービスが山陽新幹線を含む東海道・山陽新幹線全線でサービスが開始されたこともあり、新幹線のシェアはさらに拡大し、2016年度には37.3%対62.7%と、新幹線が6割超を占めている。
また、新幹線選択者が増えた理由の一つに、当空港へのアクセスの脆弱性がある。空港連絡鉄道がないため、リムジンバスが主流となっており、経路となる山陽自動車道の渋滞/事故による遅延や運休も珍しくない。特にETCの休日特別割引が行われていた2010年度は799便が運休となり、全本数の1％を上回った。
2002年度（平成14年度）の後は、横ばいで推移していたが、2008年度（平成20年度）にリーマン・ショックが発生すると減少傾向が強まり、東日本大震災が影響した2011年度（平成23年度）に256万人で底になった。2012年（平成24年）12月に民間にも開放された岩国錦帯橋空港（北緯34度9分31.4秒 東経132度14分5.8秒 / 北緯34.158722度 東経132.234944度） は、広島市役所からの道程が42 km、（新）広島空港のそれが52 kmで、当空港は駐車場が有料なのに対し、岡山と岩国では条件を満たせば無料になるなど、当空港は新幹線や周辺空港と様々な面で競合している。
以下に乗降客数を示す。マウスポインタを棒グラフの各要素に合わせると、該当年度の数値がポップアップする。
- 国内線
- 国際線

## 歴史

### 年表
- 1972年（昭和47年）7月 - 広島県及び広島市が、広島空港の航空需要・施設能力等を明らかにするために広島空港基本調査を実施。
- 1982年（昭和57年）3月 - 広島空港基本調査結果を公表。「既存空港（後の広島西飛行場）の沖出し案」「洞山案（東広島市、竹原市、豊田郡安芸津町）」「用倉案（豊田郡本郷町）」の3案が併記された。
- 1983年（昭和58年）7月 - 広島空港問題連絡会議において、新空港候補地として用倉地区を選定。
- 1986年（昭和61年）4月 - 新広島空港基本計画決定[3]。
- 1988年（昭和63年）11月 - 新広島空港本体工事起工式[3]。
- 1993年（平成5年）10月29日 - 本郷町にて、新広島空港として供用開始[3]。同時に、広島市西区にあった旧広島空港は「広島西飛行場」へ名称変更された。

開港当日はソウル（日本航空及びアシアナ航空,B747）、上海（中国東方航空,A300）、杭州（日本エアシステム,MD81）、シドニー（全日本空輸,B747）、ホノルル（日本航空,B747）へのチャーター便が運航された。
- 1994年（平成6年）
  - 広島空港へ名称変更[4]。
  - 6月1日（ - 9月30日） - 全日本空輸（ANA）により、札幌線にスーパージャンボ (B747SR-100) が就航、第二種空港同士の路線で初めて大型機が投入された。
- 1996年（平成8年）3月22日 - 滑走路を西側に500 m延長する工事に着手[23]。
- 2001年（平成13年）1月25日 - 滑走路延長完成（2,500 m→3,000 m）[4]。

完成を記念してラスベガスへのチャーター便（日本航空及び全日本空輸,B747）を運航。また、日本エアシステムは東京線でB777（レインボーセブン）を1日限定で投入した。
- 2005年（平成17年）3月22日 - 三原市と本郷町等との対等合併（平成の大合併）により、同市内となった。
- 2006年（平成18年）4月1日 - 8番スポット搭乗橋供用開始（国内・国際線スポット合わせて6つ目）。
- 2008年（平成20年） - RW10においてILSカテゴリーIIIaの運用を開始[4]。
- 2009年（平成21年）
  - RW10においてILSカテゴリーIIIbの運用を開始[4]。
  - 12月27日 - 利用者数が延べ5,000万人を突破[24]。
- 2015年（平成27年）4月14日 - アシアナ航空162便着陸失敗事故が起こる。
  - この事故により空港は16日まで閉鎖されたほか、ILSローカライザーが破損したことに伴い、長期にわたり影響が出た[25]。
    - 4月17日 - 5月5日昼 - 有視界飛行に限定しての発着[25][26]。
    - 5月5日夕方から - 仮設の「CATI」での運用を開始[27]。
    - 9月15日に「CAT-IIIa」が続けて9月19日から「CAT-IIIb」の運用が再開され、事故前の状態に戻った[28][29]。
- 2017年（平成29年）10月29日 - 7時半 - 21時半だった運用時間を1時間延長し、22時半までの運用となる[30]。
- 2020年（令和2年）1月10日 - せとうちSEAPLANESの水上機による定期遊覧便「広島エアポートフライト」（しまなみ＆離着水体験コース）開始[31]。
- 2021年（令和3年）4月20日 - 日本航空が広島空港に地方空港では初、全国の空港の中で3番目となる非接触型の自動チェックイン機を導入[32][33]。
- 2021年（令和3年）7月1日、完全民営化された[34][35]。空港の民営化は全国で広島空港は6例目で、中国地方の空港としては初の民営化となった[36]。特別目的会社「広島国際空港」（三井不動産や広島銀行、中国電力、マツダなど広島県内外の16社が出資し設立）が30年間の運営権を取得し、ターミナルから滑走路まで空港事業を一体的に運営する[34][36]。
- 2022年3月26日から4月10日まで、羽田―広島の定期便として、鬼滅の刃×ANAタイアップ企画 特別デザイン機「鬼滅の刃 じぇっと-弐-」を毎日、1往復する[37][38][39]。
- 2023年（令和5年）1月4日 - 新型コロナウイルスの影響で運休していた台北便が運航を再開し、約2年9か月ぶりに国際線が運航される[40]。
- 2023年（令和5年）9月1日 -ANAが東京（羽田）線就航60周年を迎える。

## 旧広島空港
- （旧）広島飛行場（吉島飛行場） → 廃港（北緯34度21分59.6秒 東経132度26分44.3秒 / 北緯34.366556度 東経132.445639度）
- （旧）広島空港 → 広島西飛行場 → 広島ヘリポート（北緯34度22分15.8秒 東経132度25分9.7秒 / 北緯34.371056度 東経132.419361度）

第二次世界大戦中に日本陸軍の広島飛行場（吉島飛行場）が供用されたが、戦後占領期は接収され、サンフランシスコ講和条約後に返還された。返還後はグライダーの発着に利用された後、廃港になった。滑走路（L=1,300 m）の跡地は広島市道中島吉島線（吉島通り）に転用された。
高度経済成長期の1961年に1,200 mの滑走路を持って開港した広島空港は、現在の広島市西区にあり、現在地に移転後は2012年まで広島西飛行場として供用されていた。旧広島空港から現在地に移転した理由には、地形的に旧空港の拡張が困難で、住宅地に近く騒音問題も有った。また、広島平野の周辺が島や山で囲まれた盆地に位置しており、着陸時に市街地上空を旋回する必要があるなど空港へのアプローチが難しい。1994年には着陸のために空港に近づいていたセスナ機が操縦ミスで江田島の山中に墜落する航空事故も発生している。
旧空港（= 現在の広島ヘリポート）は1972年に滑走路長が1,800 mに延長されたが、ボーイング747型機等の大型機は離着陸できなかった。さらに、ターミナルやエプロンが狭いうえ平行誘導路を備えていないため、繁忙期であっても便数を増やすことが困難であったことや機材が大型化できないことから、需要に対して供給が追いつかない状態にあった。瀬戸内海に面し、天満川と太田川放水路に挟まれた場所に位置していたため、滑走路の延長や誘導路の新設と言った拡張のための用地確保が難しく、新たに瀬戸内海を埋立てて用地を確保するのも費用がかかりすぎるという問題があった。

## 施設

### 空港ターミナルビル
設計は松田・平田、クリエート、オースチン共同企業体。施工は竹中、住友、シャール、共立共同企業体。
設計施工業者の選定については、建設当時に問題となっていた日米貿易摩擦への対応策として空港ターミナルとしては羽田空港第1ターミナルの建設に次ぎ2例目の内外無差別の指名競争入札の形が取られた。鉄骨3階建て、延べ床面積31,000 m2（建設当時で地方空港6番目の規模）、高さ21 mで年間370万人の利用を想定して「ゆとりと安らぎの空間づくり」をテーマに建設された。 空港ターミナルビル中央に吹き抜けがあり、イベントなどに使用されている。2013年には空港ラウンジが改装され、面積や内装が改善された。2階出発ロビーには、平山郁夫の陶板壁画『厳島神社』（縦2.8 m×横12 m）が展示されている。ビル内に設置されていた広島空港郵便局は2014年4月1日に廃止された（取扱業務は本郷郵便局に承継。ゆうちょ銀行ATMは空港内の別位置に移転、店外ATMに変更。）。
- 1階
  - 案内所
  - 到着ロビー
  - 手荷物受取所
  - 入国審査場
  - バス・タクシー乗り場
  - コンビニエンスストア
- 2階
  - 国内線出発ロビー
  - 国際線出発ロビー
  - 手荷物預かり所
  - 出国審査場
  - 土産物屋・カフェ
  - JALラウンジ（国内線）、ANAラウンジ（国内線）、ビジネスラウンジ「もみじ」（国内線）、LOUNGE「Maple」（国際線）
- 3階
  - 見学・送迎デッキ
  - レストラン

ロイヤル（和洋食）
かなわ（かき料理）、そば処菜の里（そば）、foo chocolaters（チョコレート）、みっちゃん（お好み焼き）、てっ平（お好み焼き）、五エ門（お好み焼き）、尾道・広島ラーメン 麺屋 雄（ラーメン）
かつて存在した店舗
- アルカサール（広島グランドホテル運営　中華料理、洋食）
- 雲海（広島全日空ホテル運営、和食）
- サンデーサン（和洋食）
- アンデルセン（ベーカリー、洋食）
- おんどや（定食、唐揚）
- レンタカーカウンターは2024年7月開設のレンタカー統合施設「RENT-A-CAR.Port のりんちゃい」（連絡歩道橋を渡って徒歩3分）へ移転した。

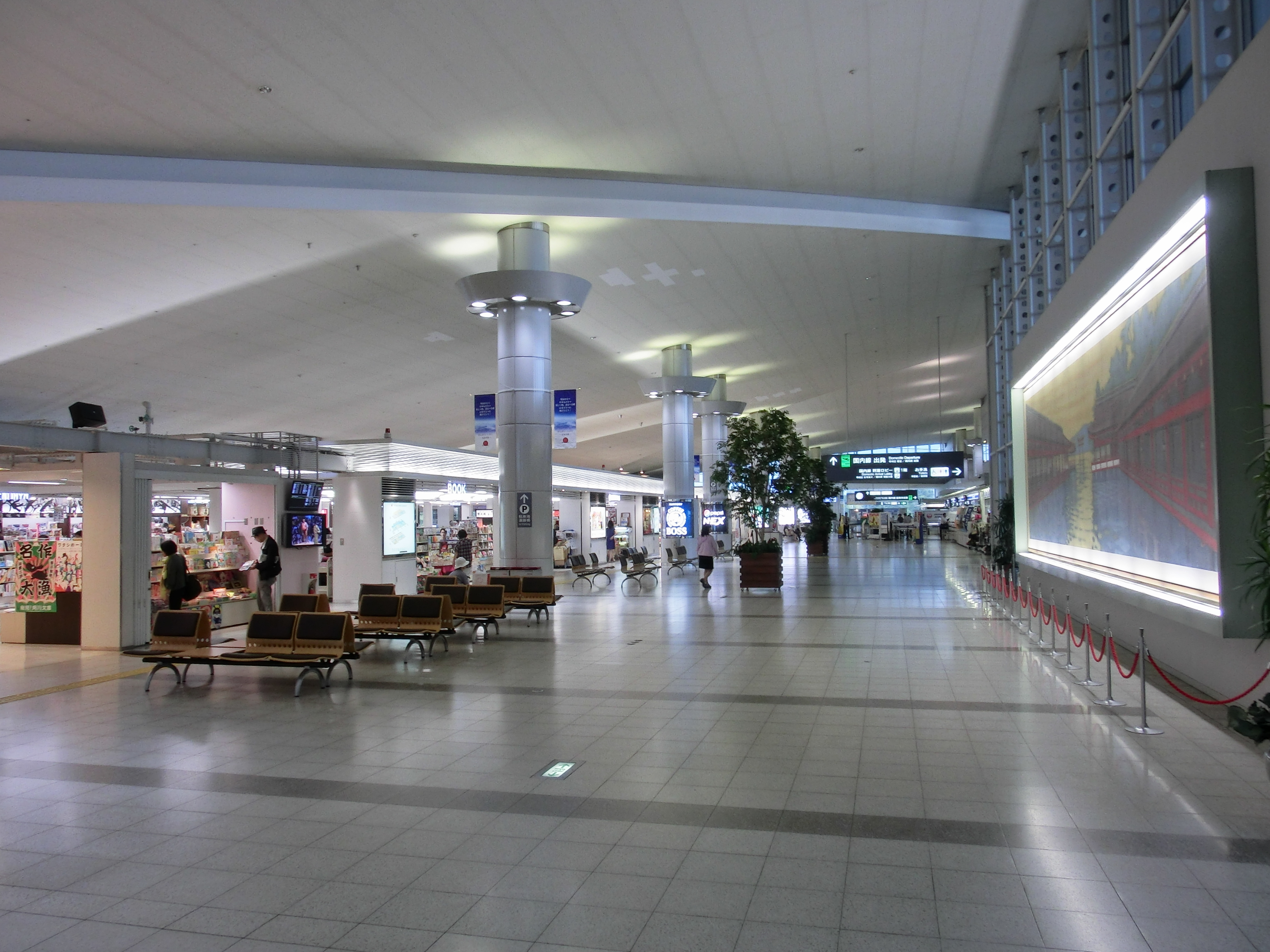
2階出発フロア。
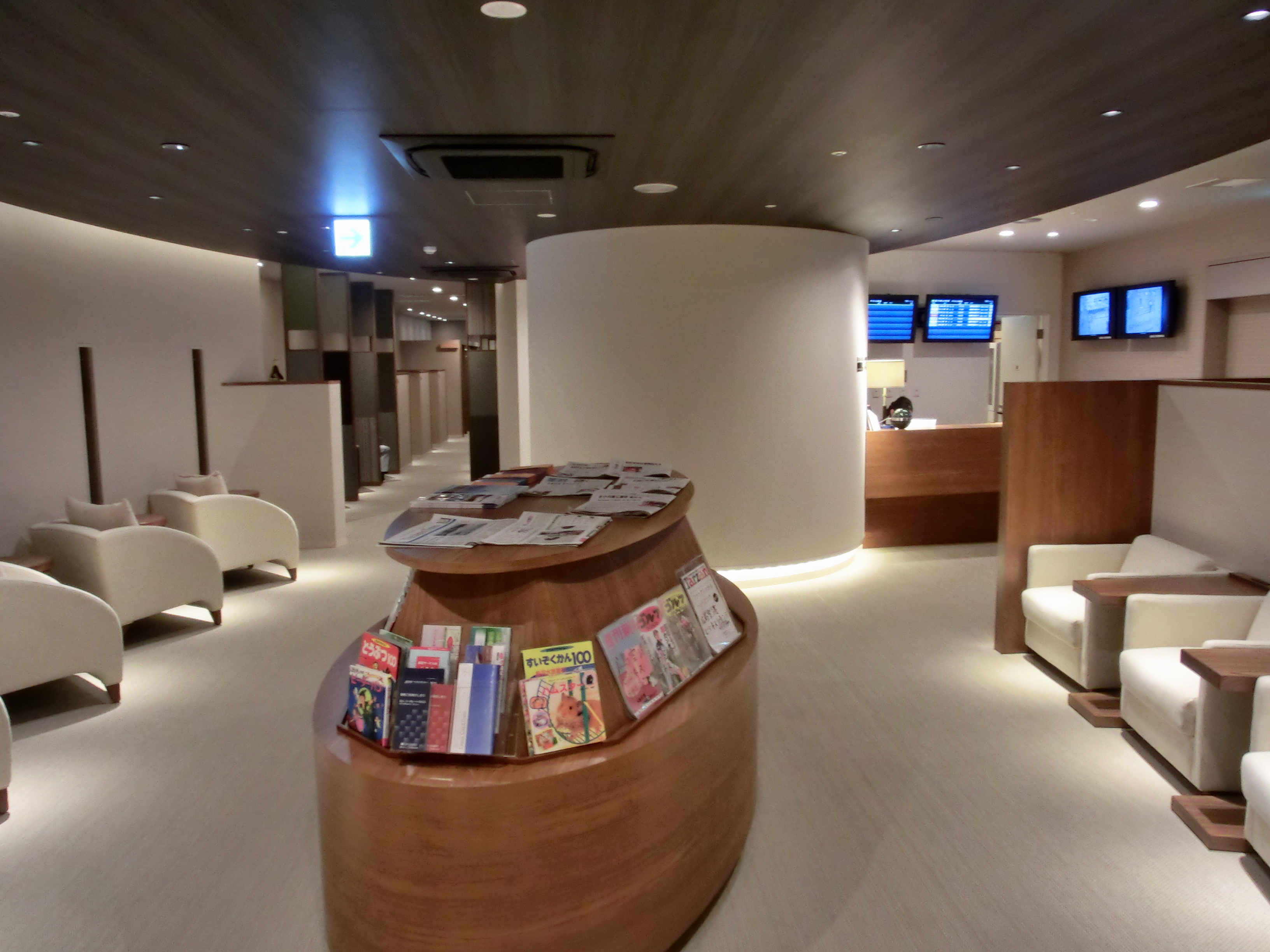
カードラウンジ。
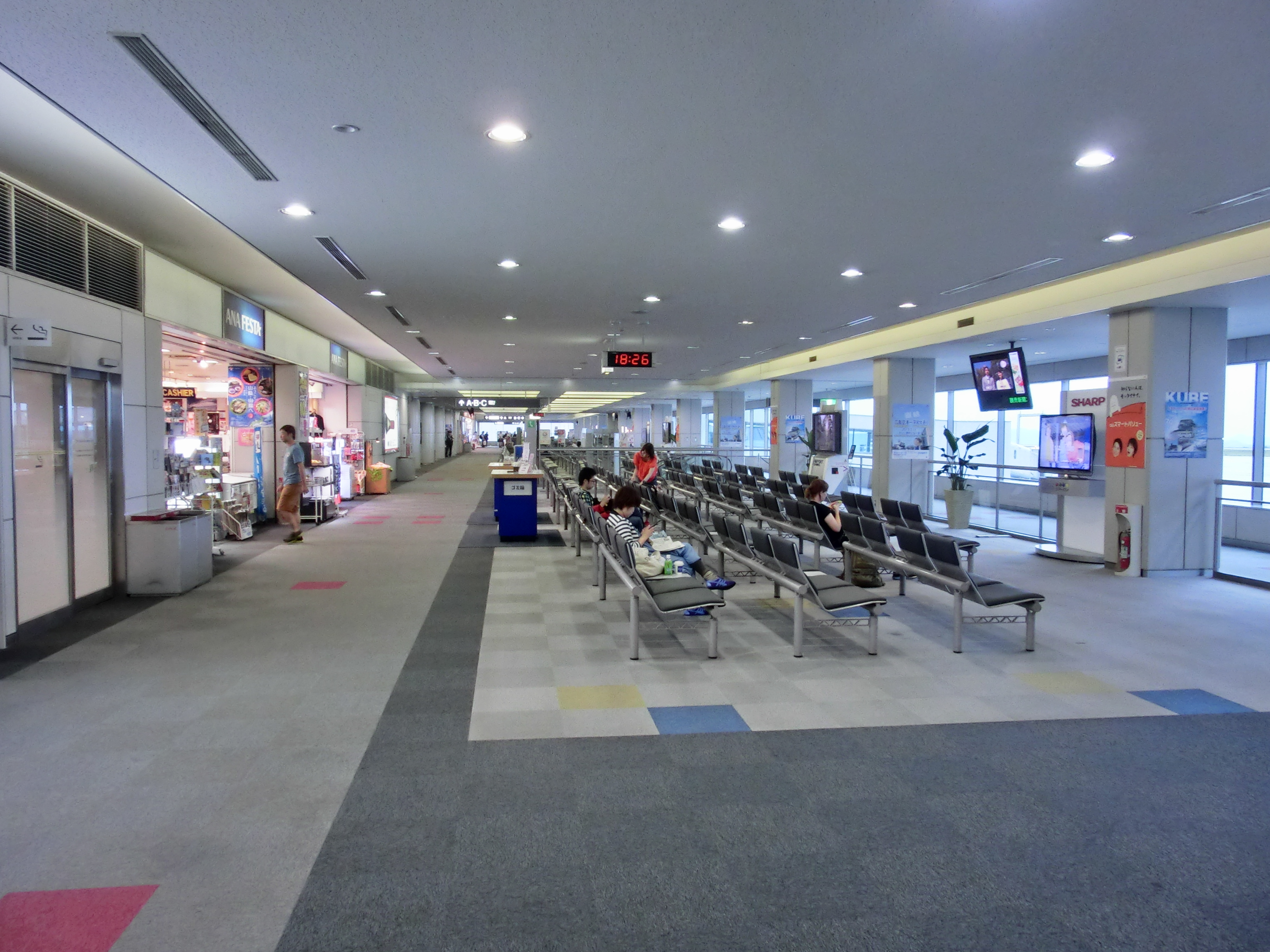
2階出発ロビー（制限エリア）。
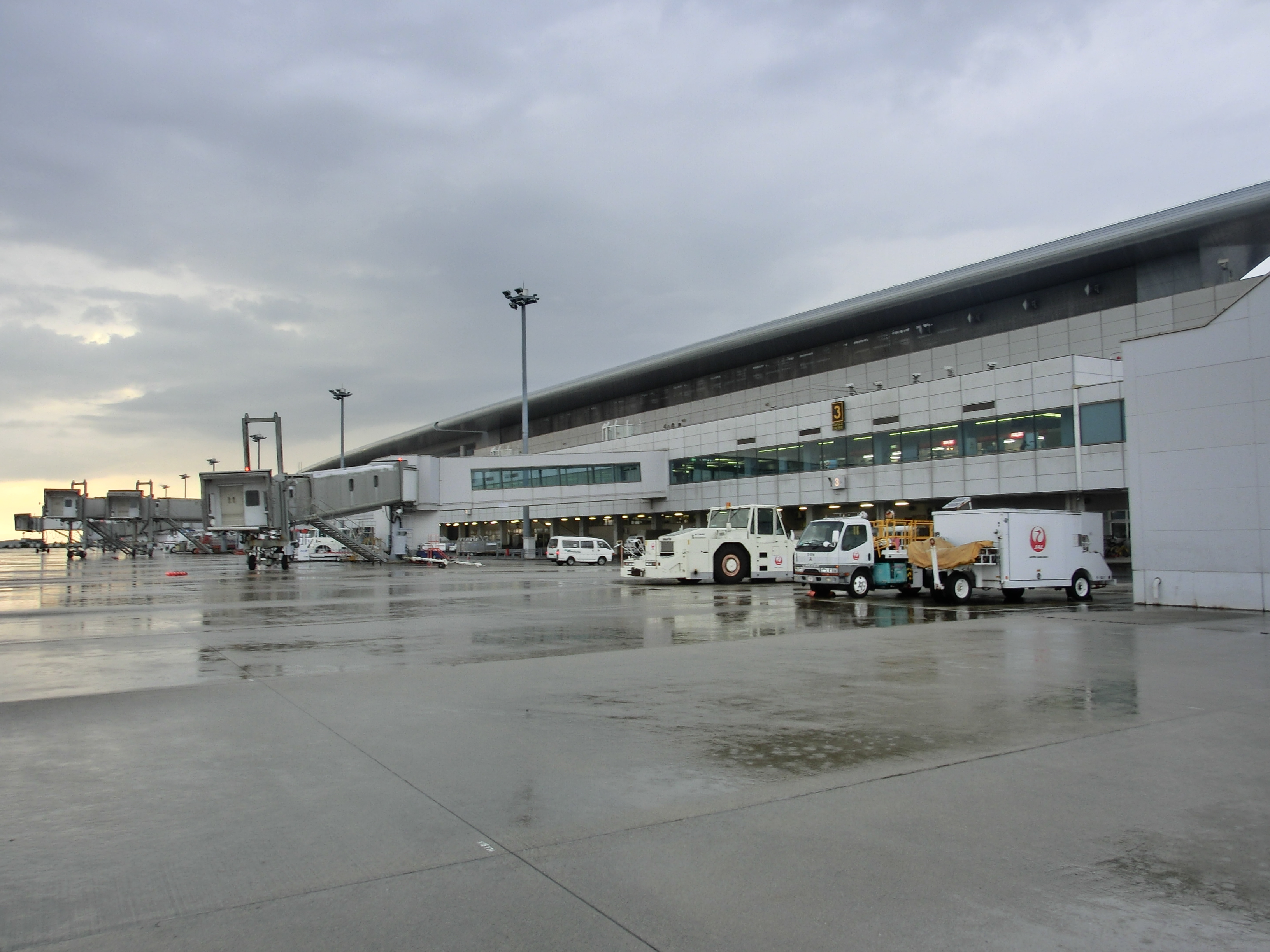
駐機場より空港ビルを望む。

### 空港に拠点がある機関
海上保安庁第六管区海上保安本部広島航空基地
所属機：AW139「せとわし1号」、他
広島県防災航空センター
所属機：防災ヘリコプター「メイプル」

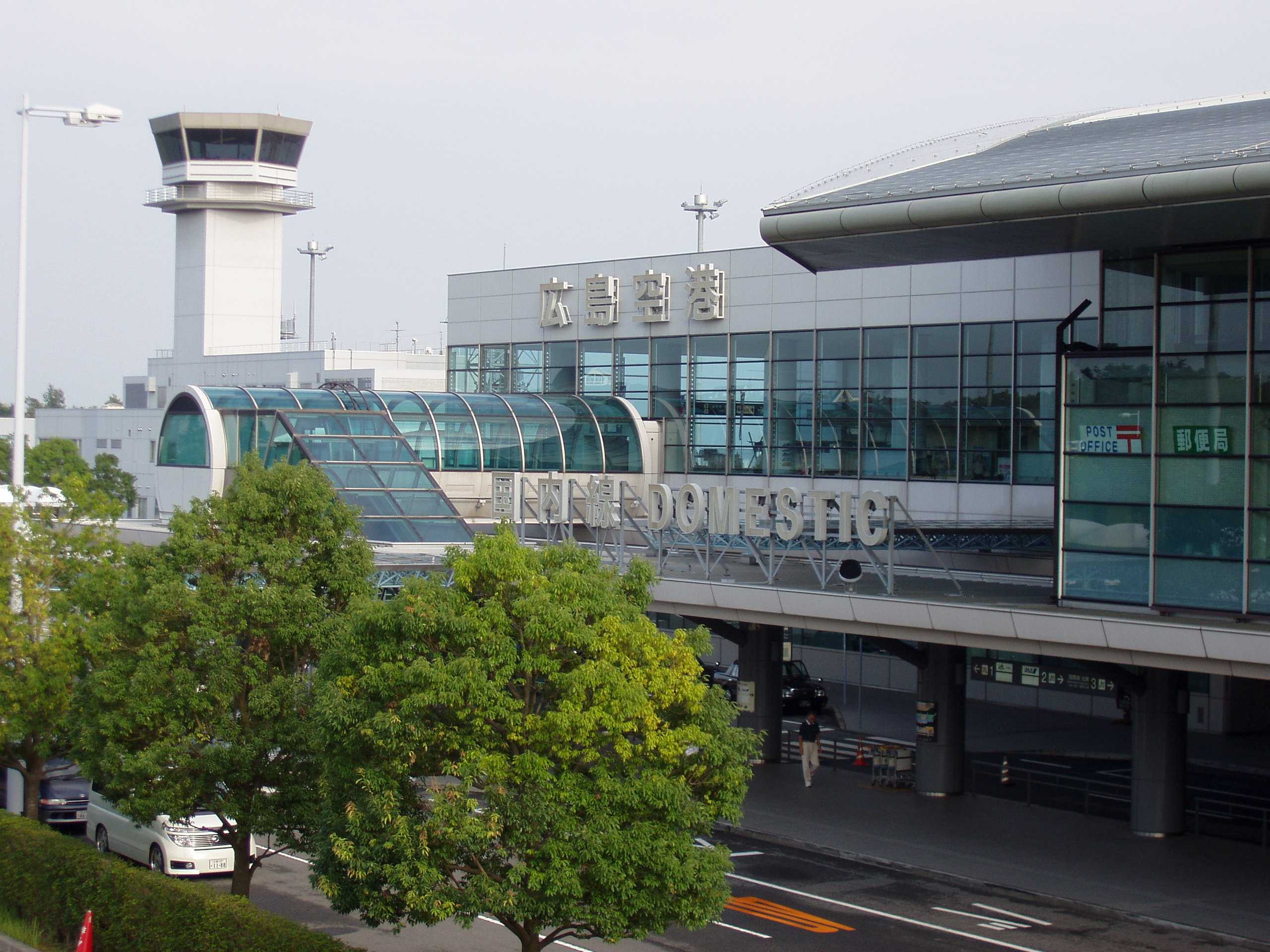
管制塔
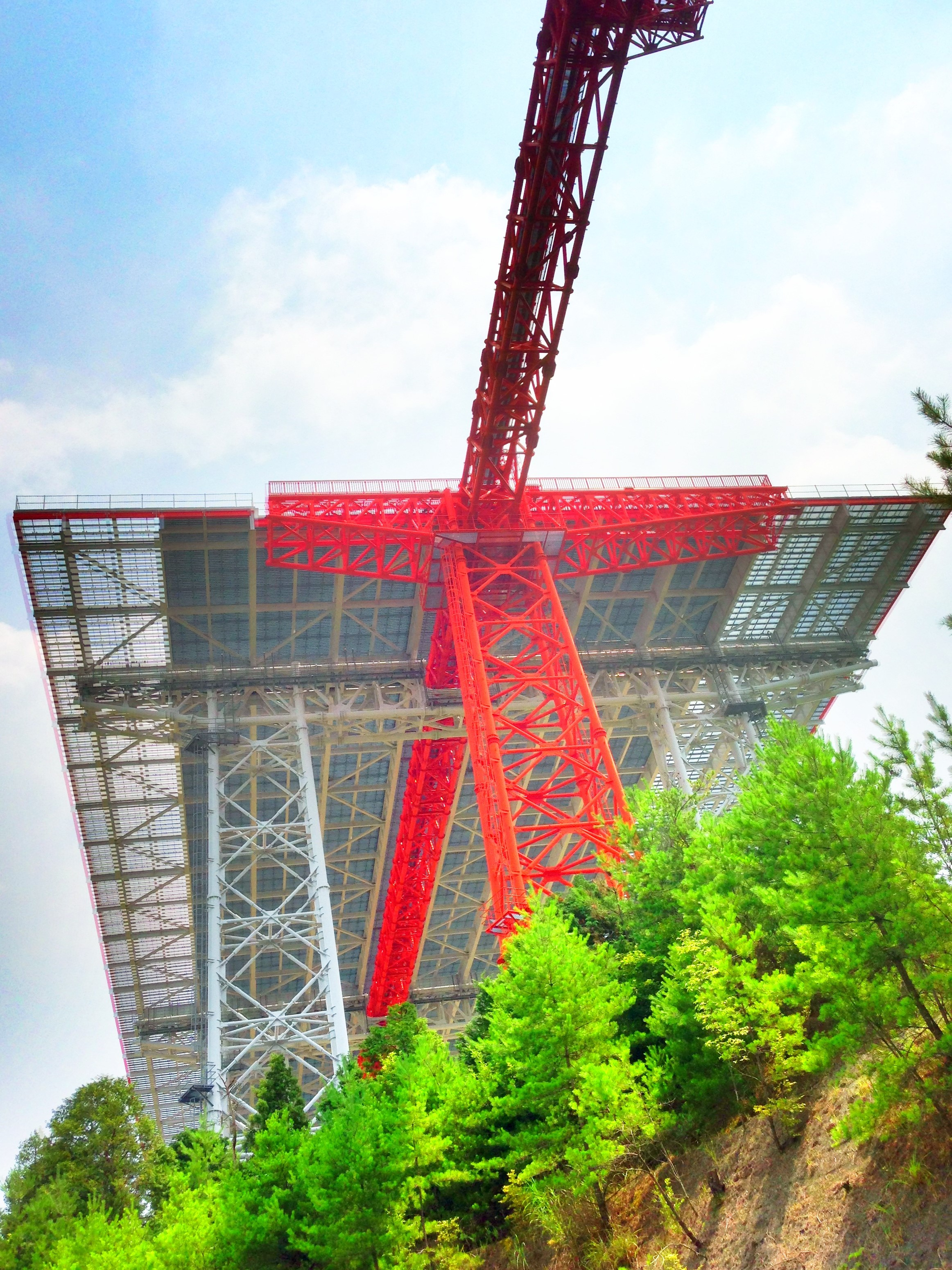
広島空港進入灯
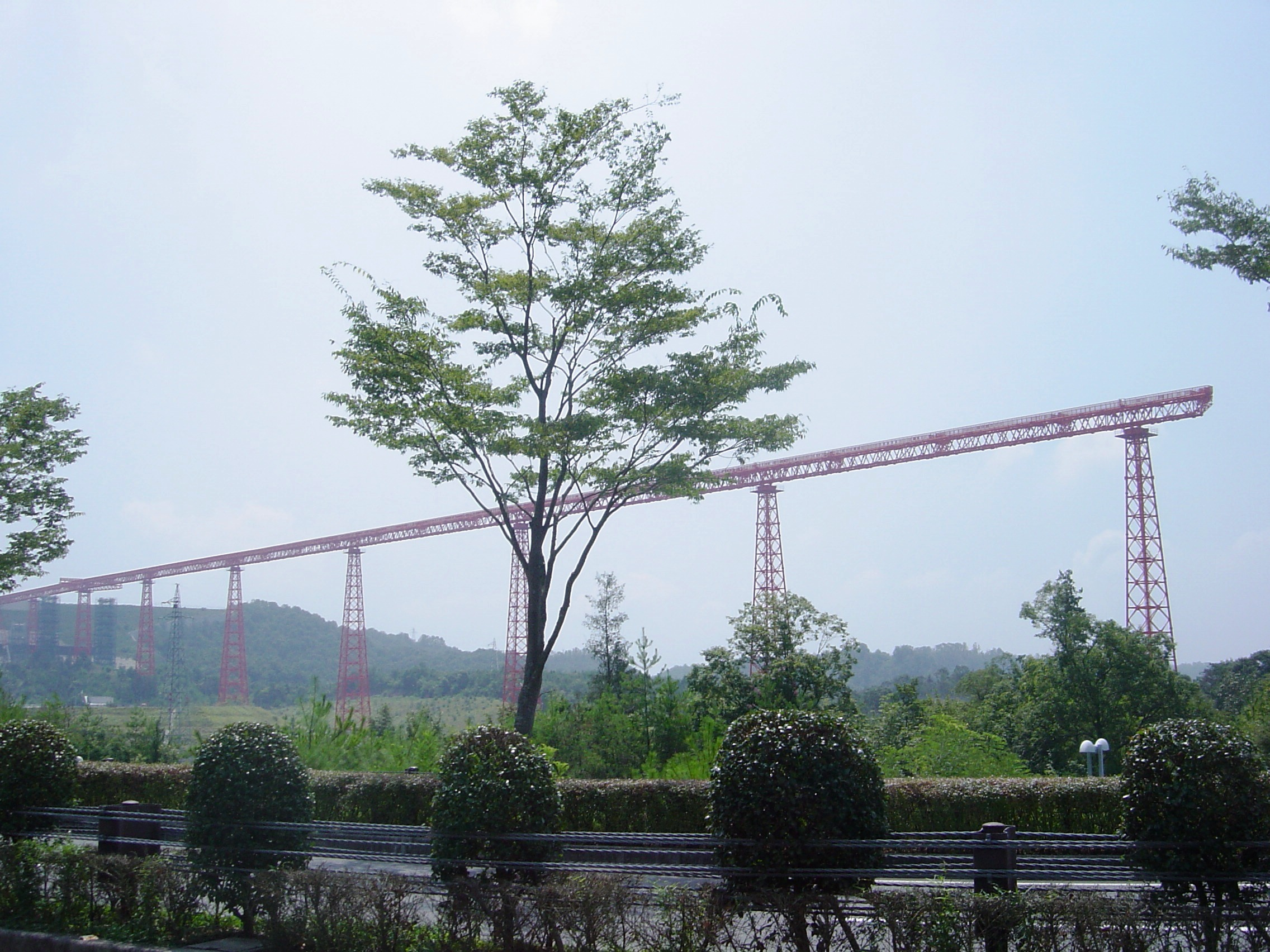
広島空港進入灯

### 周辺施設
- 広島県立中央森林公園
- 広島エアポートホテル

## 就航路線
航空会社が2社以上の場合、最前の航空会社の機材・乗務員で運航する共同運航便。

### 国内線

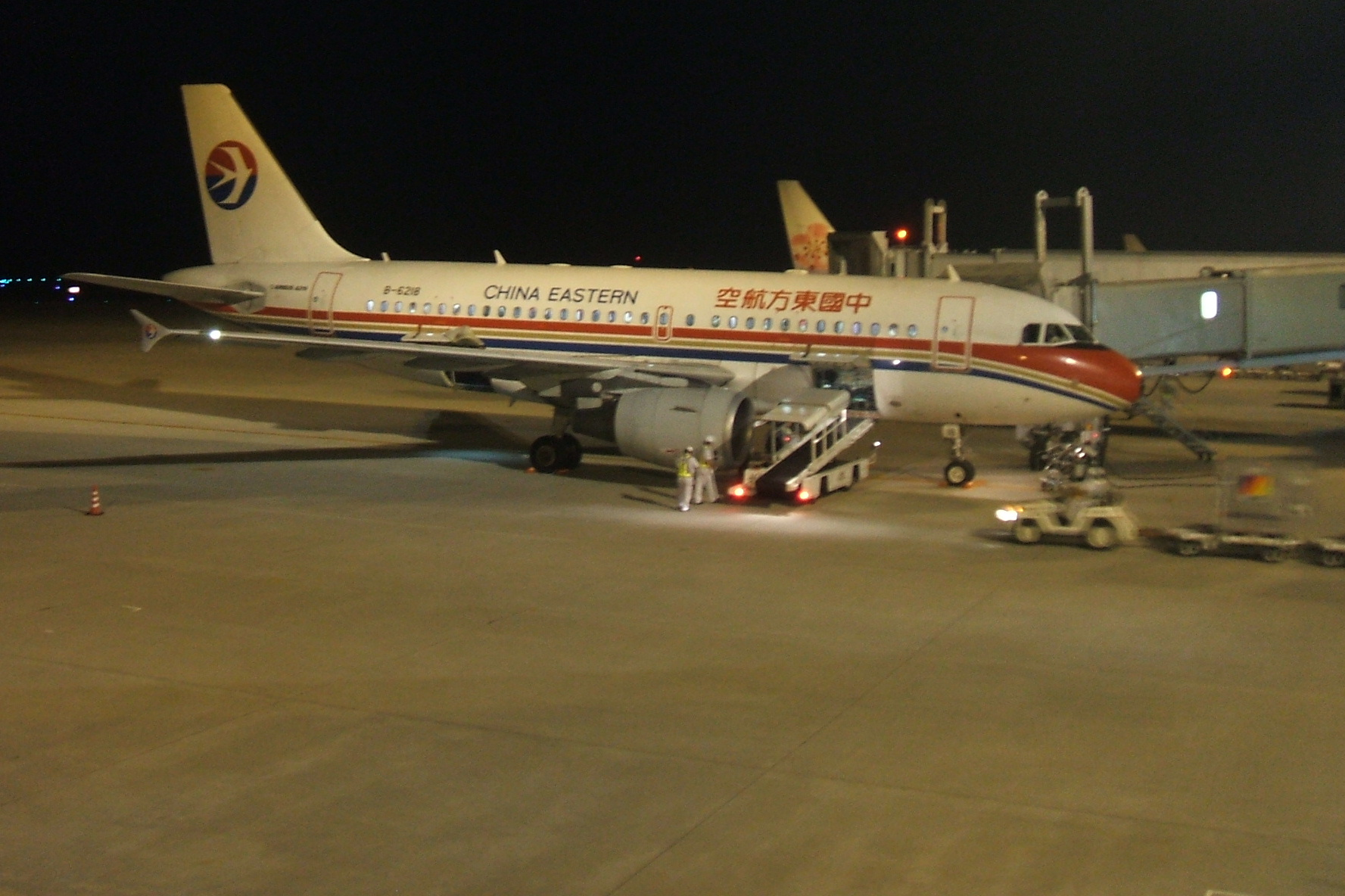
夜間の国際線エプロン（2008年6月8日撮影）。

| 航空会社                              | 就航地                            |
| ------------------------------------- | --------------------------------- |
| 日本航空（JAL）                       | 札幌/新千歳、東京/羽田            |
| 全日本空輸（ANA）                     | 札幌/新千歳、東京/羽田、沖縄/那覇 |
| IBEXエアラインズ（IBX） ・ 全日本空輸 | 仙台                              |
| スプリング・ジャパン（SJO）           | 東京/成田                         |

かつての定期就航路（航空会社名は休廃止時点）
- 新東京国際空港（運航期間：1993年11月-1994年3月）日本航空
- 新東京国際空港（運航期間 : -2020年10月24日）アイベックスエアラインズ
- 女満別空港（運航期間 : 1996年6月-1997年11月）日本エアシステム
- 函館空港（運航期間 : 1996年-2003年）エアーニッポン
- 青森空港（運航期間 : 1996年-2003年）エアーニッポン
- 信州まつもと空港（運航期間 : 1995年4月25日-1998年3月31日）日本エアシステム
- 宮崎空港（運航期間 : 1993年-2002年）エアーニッポン
- 鹿児島空港（運航期間 : 1977年-2001年）全日本空輸
- 石垣空港（運航期間 : 1996年-2002年）エアーニッポン

日本航空の広島‐成田線は、成田-ソウル線が広島空港に寄港する形で運航され、国際線乗継便として利用できた。
広島 - 女満別線は福岡空港発着便が広島空港に寄航していたが、福岡 - 広島間の利用はできなかった。
| 行き先       | 旅客数    | 国内線順位 |
| ------------ | --------- | ---------- |
| 東京国際空港 | 約148万人 | 上位9位    |

### 国際線
| 航空会社                                  | 就航地                                                                 |
| ----------------------------------------- | ---------------------------------------------------------------------- |
| チャイナエアライン（CI） ・日本航空（JL） | 台湾・台湾桃園国際空港（台北）                                         |
| チェジュ航空（7C）                        | 韓国・仁川国際空港（ソウル）                                           |
| エアロK (RF)                              | 韓国・清州国際空港（清州）                                             |
| 中国国際航空（CA） ・ 全日本空輸（NH）    | 中国・大連周水子国際空港（大連）、北京首都国際空港（北京）（大連経由） |
| 中国東方航空（MU） ・ 日本航空（JL）      | 中国・上海浦東国際空港（上海）                                         |
| 香港エクスプレス航空（UO）                | 香港・香港国際空港（香港）                                             |
| ベトジェットエア（VJ）                    | ベトナム・ノイバイ国際空港（ハノイ）                                   |

### 定期路線一覧

#### 国内線
- 北海道・東北：札幌/新千歳、仙台
- 関東：東京/羽田、東京/成田
- 九州・沖縄：沖縄/那覇

#### 国際線
- 韓国：ソウル/仁川、清州
- 台湾：台北/桃園
- 中国：上海/浦東、大連、北京/首都（大連経由）
- 香港：香港
- ベトナム：ハノイ

運休・廃止した路線・航空会社
- アメリカ合衆国・ホノルル国際空港（JALウェイズ）（DC-10）
- シンガポール・シンガポール・チャンギ国際空港（シンガポール航空）（A310, B777）
- タイ・スワンナプーム空港（バンコク・エアウェイズ）（A320,A319）
- タイ・ドンムアン空港（ノックエア）（B737）
- 中国・ハルビン太平国際空港 （中国南方航空・中国北方航空） （MD-82）
- 中国・西安咸陽国際空港（中国西北航空）（A320,BAe 146）
- 中国・天津浜海国際空港（中国南方航空）（A319）
- 中国・成都双流国際空港 （中国東方航空）（A319）[51]
- グアム・グアム国際空港 （コンチネンタル航空・ユナイテッド航空） （B737）
- グアム・グアム国際空港（全日本空輸）（B767）[52]。
- シンガポール・シンガポール・チャンギ国際空港（シルクエアー）（B737）[53]

## アクセス
広島市街まで約50 km（約55分）。近くにJR山陽本線白市駅があるが、空港への空港連絡鉄道はないため、全てのアクセスは道路を経由したものとなっている。

### 路線バス
広島空港からは、最寄り駅の白市駅をはじめ、三原駅、竹原駅、尾道駅、西条駅、 広島駅および広島市内、呉駅などを結ぶ路線バスが運行されている。また、福山駅-広島空港線の高坂BSにおいて甲奴駅（ピースライナー）や尾道駅、因島（フラワーライナー）、府中市（リードライナー）方面への乗り継ぎができる。
ICカードPASPYが利用できるバスではSuica、PASMOなども利用できる。
広島空港からの高速バス、路線バスの行き先と乗り場の詳細情報は運行会社に関係なく「交通アクセス」に記載されている。
| 路線                                             | 運行会社                                                 | 所要時間      | 備考 |
| ------------------------------------------------ | -------------------------------------------------------- | ------------- | --- |
| 広島駅新幹線口発着便 （広島高速1号線経由）       | 広島電鉄 広島バス 広島交通 JRバス中国 芸陽バス           | 45 - 50分程度 | 5社による共同運行 |
| 広島バスセンター発着便 （中筋駅・広島IC経由）    | 広島電鉄 広島バス 広島交通 中国ジェイアールバス 芸陽バス | 55分程度      | 5社による共同運行 平和大通り発着便は運休中                                                                                        |
| 福山駅発着便 （高坂BS経由）                      | 中国バス 鞆鉄道                                          | 65分程度      | 高坂BSで以下の高速バスと乗り継ぎ可 ピースライナー（甲奴駅方面） フラワーライナー（尾道駅・因島方面） リードライナー（府中市方面） |
| 三原駅発着便 （本郷経由）                        | 中国バス                                                 | 38分程度      | |
| 竹原フェリー乗り場発着便 （竹原駅経由）          | 安全タクシー                                             | 30分程度      | 9人乗りジャンボタクシー |
| 忠海駅発着便                                     | 山陽タクシー                                             | 30分程度      | 予約制乗合タクシー 土曜・日曜・祝日のみ運行                                                                                       |
| 呉駅発着便 （安芸阿賀駅経由）                    | 広島電鉄                                                 | 58分程度      | クレイトンベイホテル発着便あり |
| 向島・尾道市街地発着便                           | 大平交通                                                 | 60 - 90分程度 | 予約制乗合タクシー「でべライナー」 ※2023年7月20日運行開始                                                                         |
| 西条駅北口発着便                                 | 中国ジェイアールバス 芸陽バス                            | 25分程度      | ※2017年10月29日運行開始 |
| 宮島口発着便                                     | ひろでんモビリティサービス                               | 60分程度      | ジャンボタクシー ※2023年12月1日運行開始                                                                                           |
| 五日市駅北口発着便                               | ひろでんモビリティサービス                               | 65分程度      | ジャンボタクシー |
| 白市駅発着便 （河内インター経由） （大内原経由） | 芸陽バス                                                 | 15分程度      | ネオポリス・高屋東工業団地発着便あり                                                                                              |

白市駅発着の連絡バスからJR山陽本線に乗り換えて広島駅方面や三原駅方面へ行くことができ、山陽自動車道を経由するリムジンバスの代替ルートとしても紹介されている。
2016年7月14日-2020年3月31日の予定 で、三次市と広島空港を結ぶ空港連絡バスの運行社会実験も行われていた。

### 自家用車
- 山陽自動車道 河内ICより5 km、約10分 - 広島・呉方面
  - 広島県道73号広島空港線経由
- 山陽自動車道 本郷ICより6.5 km、約15分 - 尾道・福山方面
  - 広島県道82号広島空港本郷線経由
- 広島中央フライトロード 空港ICより約1分（広島県道49号本郷大和線） - 三原市大和町方面
- 広島県道59号東広島本郷忠海線 - 竹原市忠海方面 / JR白市駅方面
- 国道432号 - 竹原市方面 / 東広島市河内方面
- 国道2号 - 三原市方面 / 東広島市方面

広島市内から自家用車でアクセスする場合、山陽自動車道（山陽道）広島ICから河内IC経由で45 km、約40分。山陽道の混雑区間（広島東IC - 西条IC）を経由しないルートとして、国道2号（東広島バイパス - 西条バイパス）・東広島呉自動車道（上三永IC - 山陽道高屋JCT）を通る経路も紹介されている。
空港の駐車場は、空港駐車場（1,723台、うち予約分364台）と第2駐車場（646台）がある。全てのエリアが有料であり、大部分の駐車場エリアが無料で利用可能な岡山空港と対照的である。民間の駐車場は1箇所（1,426台）のみ存在し割安な料金設定ではあるが、空港から距離があるため無料シャトルバスの利用が必要である。

### レンタカー
レンタカー統合施設「RENT-A-CAR.Port のりんちゃい」（レンタカーポート）が2024年7月1日に開設された。広島空港旅客ターミナルビルからは連絡歩道橋を通って徒歩3分の位置にあり、レンタカー会社6社のカウンターがある。
- オリックスレンタカー
- タイムズレンタカー
- トヨタレンタカー
- 日産レンタカー
- ニッポンレンタカー
- マツダレンタカー広島[注 11]

### アクセスに関する動き

#### 道路
2019年現在、広島駅新幹線口から広島空港までを全区間高速道路で結ぶ計画が進められており、今後は広島高速5号線の開通を残すのみとなっている。この区間の供用開始によって、所要時間は38分に短縮される見込み。
また、山陽自動車道河内インターチェンジから空港を経由して中国横断自動車道尾道松江線に接続する計画の地域高規格道路「広島中央フライトロード」が一部供用開始されている。2011年に三原市本郷町の空港ICから同市大和町の大和南ICまでの約10 km区間が暫定2車線で開通しており、残りの区間は調査区間に指定されている。

#### 鉄道
最寄駅はJR山陽本線・白市駅で、駅から空港までバスで約15分。
かつて、空港と広島市内を結ぶ空港連絡鉄道の構想がいくつか存在した。
1989年から広島県が新空港への軌道路線の検討を開始し、まず最初に検討されたのは山陽新幹線東広島駅から分岐する新幹線新線を建設し、将来的には三原駅まで延伸して新幹線の線路そのものを付け替えるというものだったが、費用が約386億円 - 約1,655億円かかることから1992年（平成4年度）までに断念している。
次に1995年にHSST方式での整備方針を決定したが 、2000年にはJR山陽本線白市駅から分岐する新線を敷設する在来線方式の構想になった。広島県庁はJR西日本の資金負担を当て込んだが、そもそもJR西日本は、旅客機の羽田便と直接競合する東海道・山陽新幹線を運行しており、JR側からダイヤが錯綜している などの理由が挙がり、実現しなかった。
その後はJR西日本と接続しない単独路線の建設や運行車両を広島県が保有してJRにリースすることが計画され、2005年時点では民間セクターが車両22両を購入しJR岩国駅始発の既存の快速・普通列車に併結し白市駅で分離して新線へ直通し運行する計画とし、県の試算では白市駅から分岐する単線の新線を県が建設し総事業費340億円で岩国駅始発の所要時間40分の快速・50分の普通を1時間に各1本と広島駅始発の所要時間30分の特別快速を1時間1本運行し14年間で黒字転換が可能と試算されるも、同年12月にはJR西日本は山陽線の経費増加や新幹線の収入減少を理由に協力は困難との方針を示し翌年には直通列車の本数を減らした修正計画を提出するも、白市駅での同一ホーム乗り換え案も含めてアクセス鉄道線の乗り入れを拒否し、「大幅な赤字が予想される」として2006年9月に計画の凍結が発表された。
その後の2013年1月18日、白市駅に「広島エアターミナル（HAT、仮称）」を建設し、搭乗手続きや手荷物検査など、空港の一部機能を設置する案が広島県より明らかにされた。
なお、他にも山陽新幹線の新駅設置やロープウェイ建設などの構想もあった（→空港連絡鉄道#計画中（計画断念）の空港アクセス参照）。

## 事故・インシデント

### 事故
- 2015年4月14日、仁川発広島行アシアナ航空162便[75]（機材：A320-232[76]、登録番記号：HL7762[77]）がRWY28への着陸時にローカライザーアンテナに接触し滑走路から逸脱[75]、27名の負傷者を出した[77]。